# قرار مجلس الأمن التابع للأمم المتحدة رقم 1584
قرار مجلس الأمن التابع للأمم المتحدة رقم 1584، المتخذ بالإجماع في 1 شباط / فبراير 2005، بعد الإشارة إلى القرارين 1528 (2004) و1572 (2004) بشأن الحالة في كوت ديفوار (ساحل العاج)، وبموجب الفصل السابع للأمم المتحدة الميثاق، عزز المجلس حظر الأسلحة ضد البلاد.

## القرار

### أعمال
وأكد مجلس الأمن من جديد حظر توريد الأسلحة إلى كوت ديفوار. تم تفويض عملية الأمم المتحدة في كوت ديفوار والقوات الفرنسية بمراقبة تنفيذ الحظر بالتعاون مع فريق خبراء، وبعثة الأمم المتحدة في ليبيريا وبعثة الأمم المتحدة في سيراليون والحكومات، و التخلص من المواد التي تنتهك الحظر. علاوة على ذلك، طُلب من القوات الفرنسية تقديم المساعدة الأمنية لعملية الأمم المتحدة في كوت ديفوار.
وطالب القرار الأطراف الإيفوارية بإتاحة الوصول دون عوائق إلى القوات الفرنسية وقوات عملية الأمم المتحدة في كوت ديفوار، وطالب كلا الطرفين بالإبلاغ عن أي صعوبات في تنفيذ ولاياتهما. طُلب من الأمين العام كوفي عنان تشكيل فريق من ثلاثة خبراء لمدة ستة أشهر لفحص المعلومات التي جمعتها القوات الفرنسية وقوات عملية الأمم المتحدة، وكوت ديفوار ودول المنطقة بشأن تدفق الأسلحة وغيرها من المعلومات. في غضون ذلك، صدرت تعليمات للحكومة والقوات الجديدة بوضع قائمة بالأسلحة التي بحوزتهم في غضون 45 يومًا.
وأخيراً، أعرب المجلس عن قلقه إزاء استخدام وتجنيد المرتزقة من الجانبين، داعياً إلى إنهاء هذه الممارسة.

## روابط خارجية
- نص القرار في undocs.org